# Porta Nigra
De Porta Nigra (Latijn voor 'Zwarte Poort') is een stadspoort  uit de Romeinse tijd in de Duitse stad Trier. Het bouwwerk, dendrochronologisch gedateerd in het jaar 170, is het oudste en grootste monument van zijn soort in Duitsland.

## Romeinse stadspoort

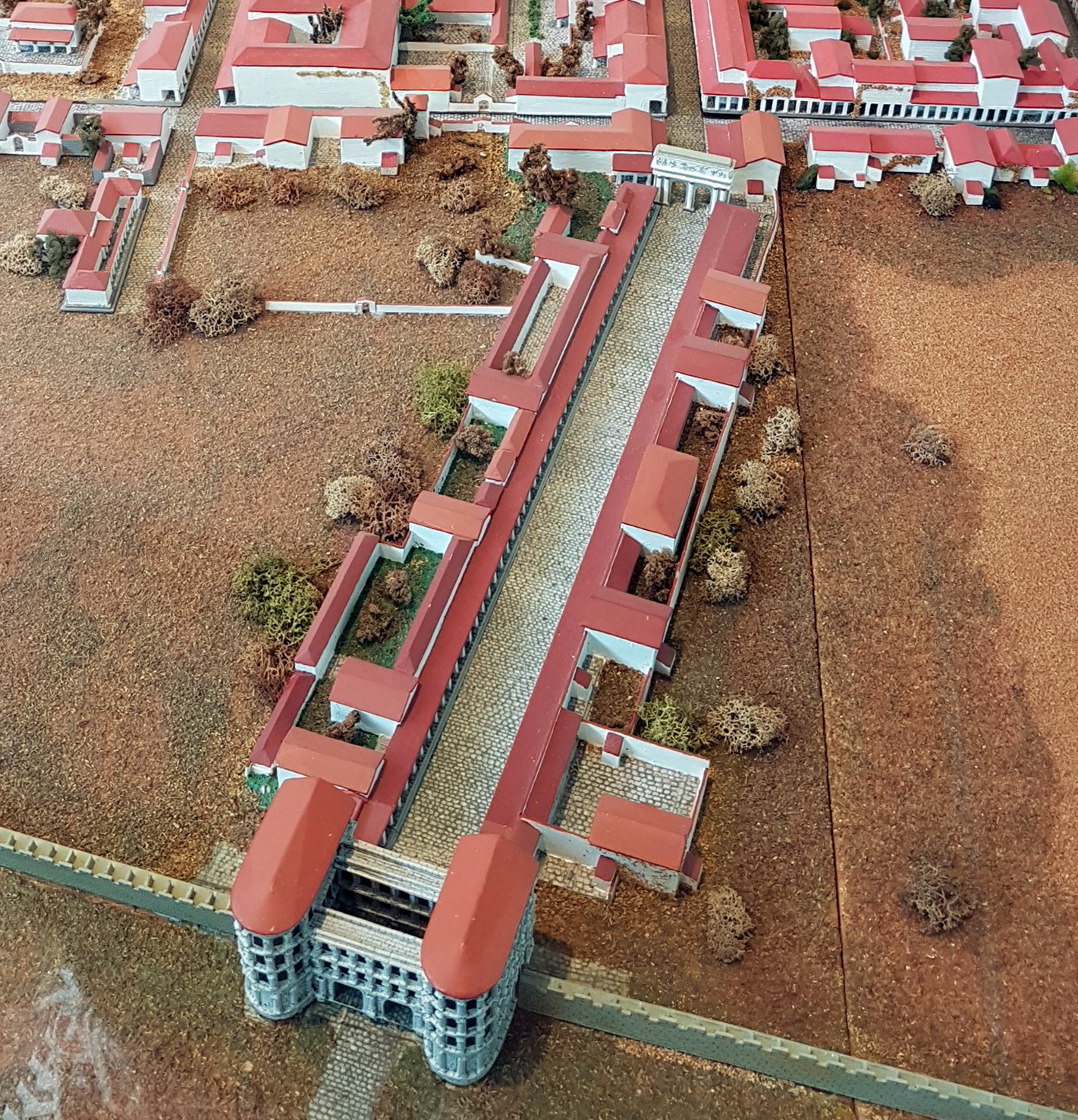
De poort op de maquette van Augusta Treverorum. Aan het eind van de straat een triomfboog

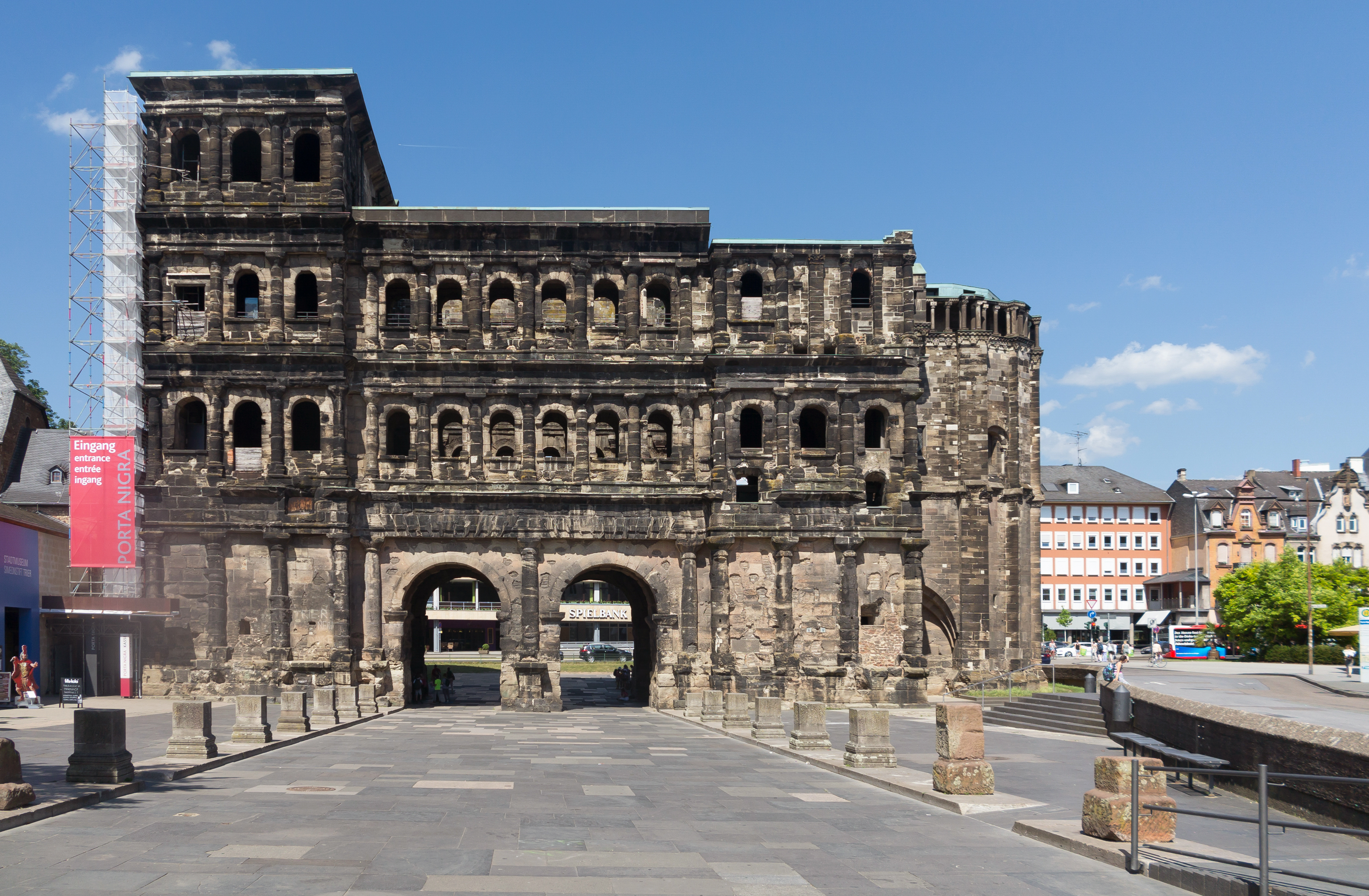
Porta Nigra, stadszijde

De Porta Nigra is de noordelijke poort van de 6418 m lange stadsmuur die tussen 160 en 200 werd opgetrokken rondom het Romeinse Trier, Augusta Treverorum. De poort is 36 m breed, 21,5 m diep en 30 m hoog.
De poort bestaat uit op elkaar passende zandsteenblokken, zonder voegen. De stenen waren oorspronkelijk verbonden door ijzeren krammen, vergelijkbaar met de stenen van het Colosseum. Door verwering en roetafzetting werden de zandsteenblokken, oorspronkelijk licht van kleur, in de loop der eeuwen zwart. Hierdoor kreeg de poort in de middeleeuwen zijn huidige naam. De oorspronkelijke Romeinse naam is niet bekend. 
Aangezien de poort voor militair gebruik was bestemd, zijn alleen de hogere verdiepingen voorzien van openingen met bogen in de vorm van een venster. Aanvallers die erin slaagden de buitenste poorten te overwinnen, konden op de binnenplaats van alle kanten bekogeld worden.

## Dubbelkerk
In de middeleeuwen haalde men de ijzeren krammen uit de stenen, omdat metaal kostbaar was. De talrijke uitsparingen in de stenen van de muren getuigen nog van deze roof. Ook de stenen zouden geroofd geweest zijn, net als bij de andere poorten van de stadsmuur, ware het niet dat er in het begin van de 11e eeuw de Griekse kluizenaar Simeon in de ruïnes van de poort was komen wonen. Na zijn dood in 1035 werd hij als heilige vereerd en de toenmalige aartsbisschop van Trier, Poppo (1016 - 1047) liet reeds in de 11e eeuw een kerk bouwen, de St. Simeonskerk. In deze dubbelkerk werd de Porta Nigra opgenomen. Vandaag herinnert de apsis aan de oostelijke zijde nog aan deze kerk. Alle andere aanbouwen zijn onder Napoleon verwijderd. Andere sporen van deze kerk, zoals beeldhouwkunst in rococostijl, zijn te vinden in de zuilengangen op de bovenverdiepingen.

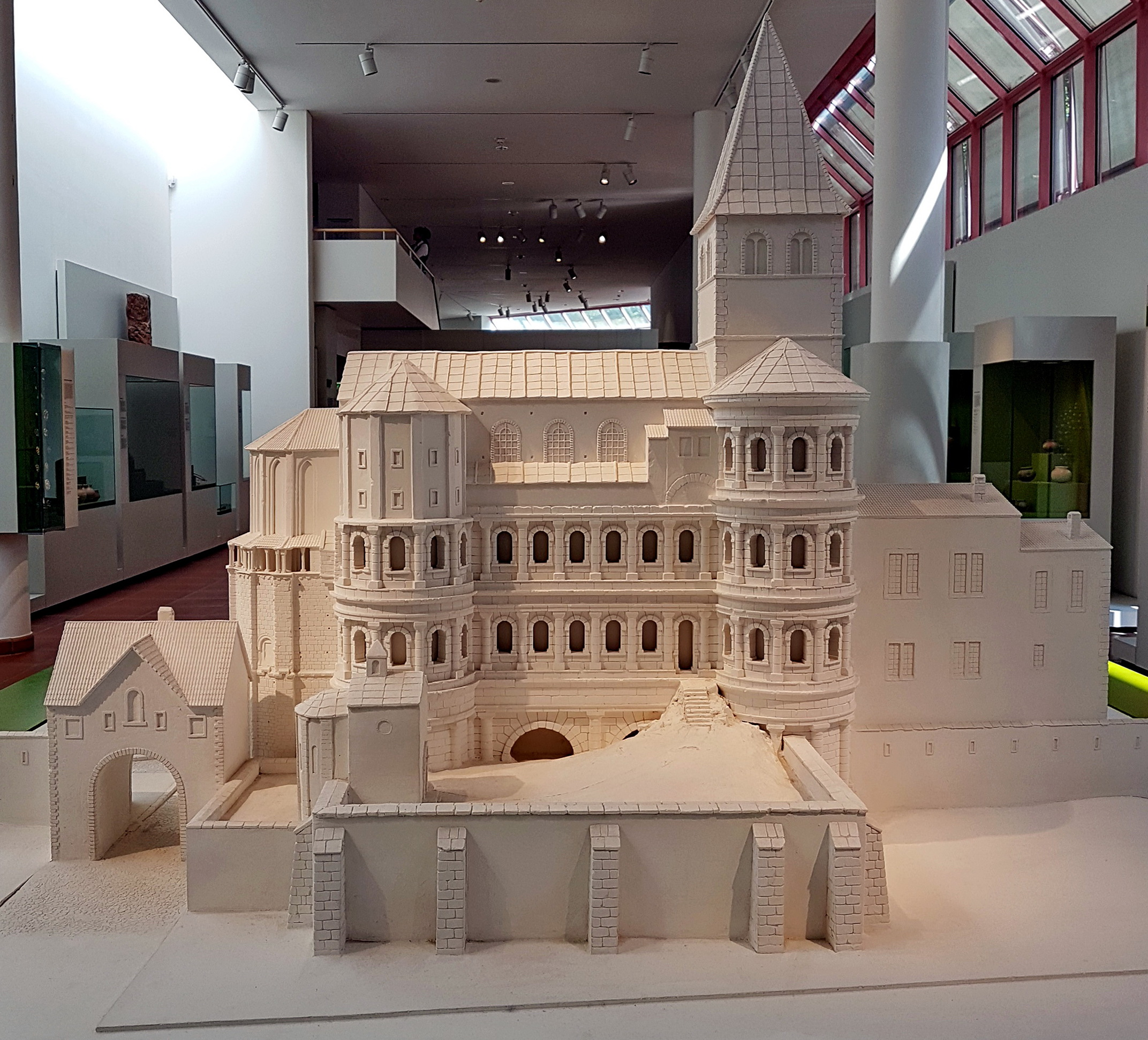
Maquette middeleeuwse toestand - veldzijde
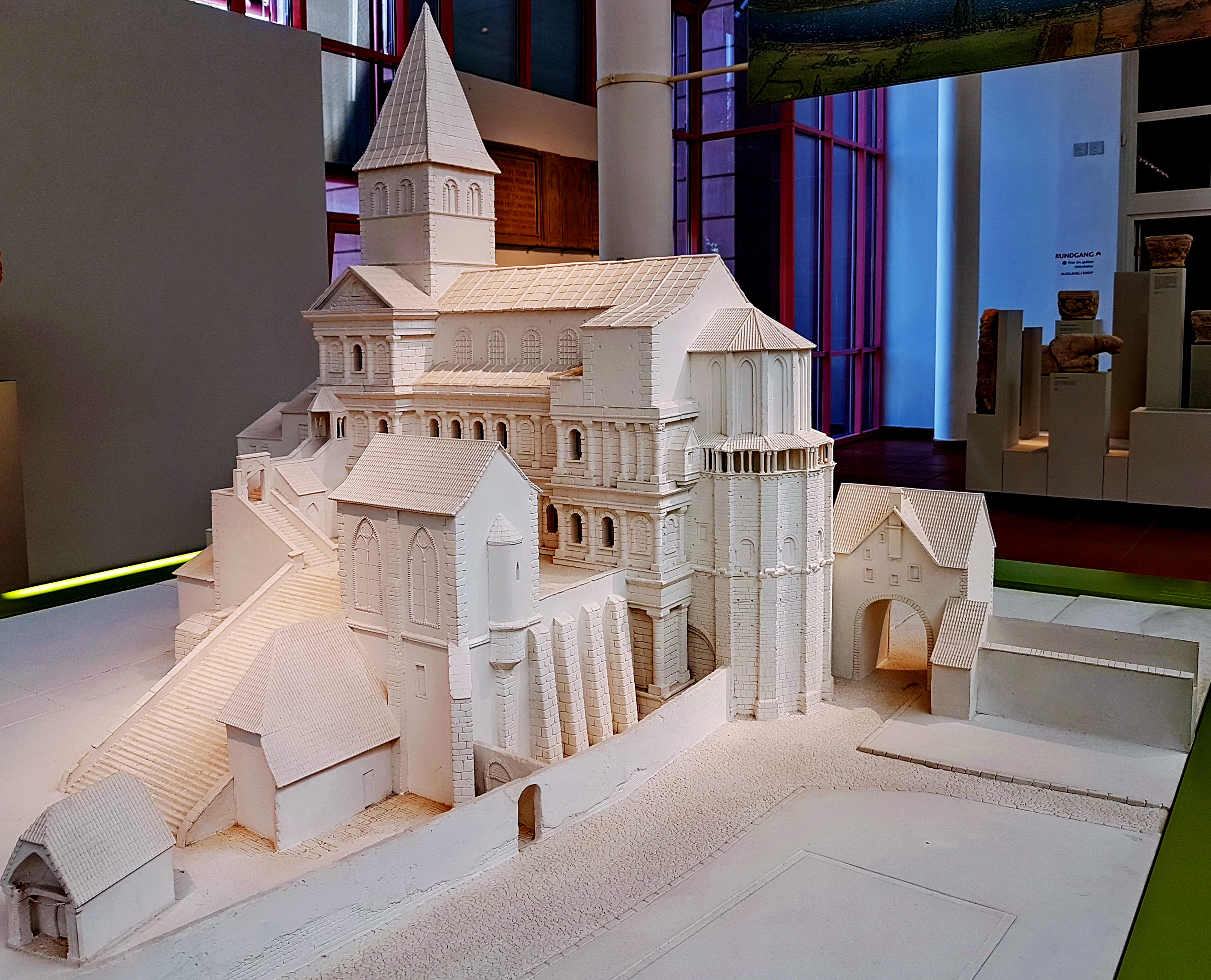
Idem, stadszijde
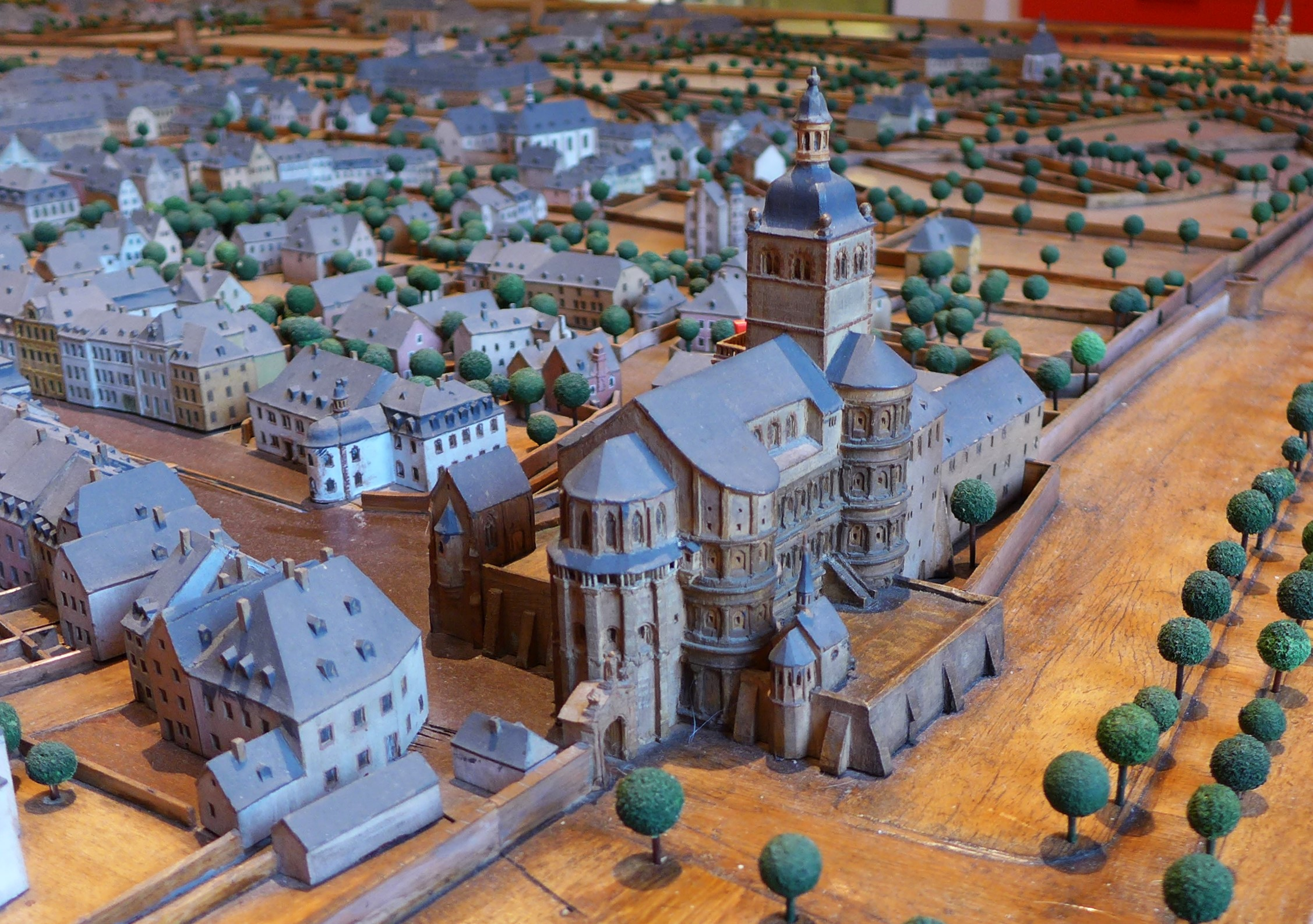
Maquette circa 1800 - veldzijde
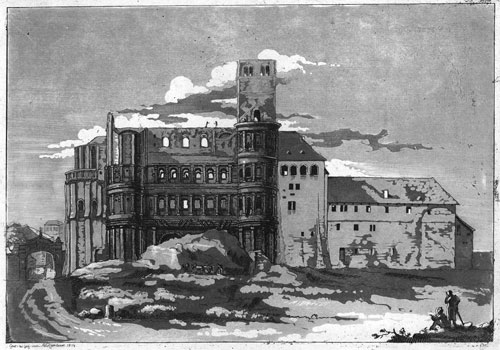
Aquatint uit 1814 - veldzijde met torenrestant

## Herstel als stadspoort
Zowel de toren als de naburige Simeonstift werden tijdens het Franse bewind (1794-1814) geseculariseerd. Op last van Napoleon werd de poort na 1804 in haar oorspronkelijke staat hersteld. Tussen 1822 en 1875 werd de Porta Nigra weer als stadspoort gebruikt.
Tussen 1969 en 1973 onderging de Porta Nigra uitgebreide conservatiewerken. In 1986 werd de Porta Nigra samen met andere monumenten in Trier toegevoegd aan de Werelderfgoedlijst van UNESCO. De Porta Nigra is thans eigendom van de deelstaat Rijnland-Palts (Generaldirektion Kulturelles Erbe).
Direct aan de Porta Nigra grenzend ligt het Simeonsklooster (of -stift). De toegang tot de kloostergang ligt op de eerste verdieping van de Porta Nigra. Het is de enige vroegromaanse kruisgang die in Duitsland bewaard is gebleven. Tegenwoordig herbergt het Simeonsklooster het bureau voor toerisme en het stedelijk museum (Städtisches Museum Simeonstift).

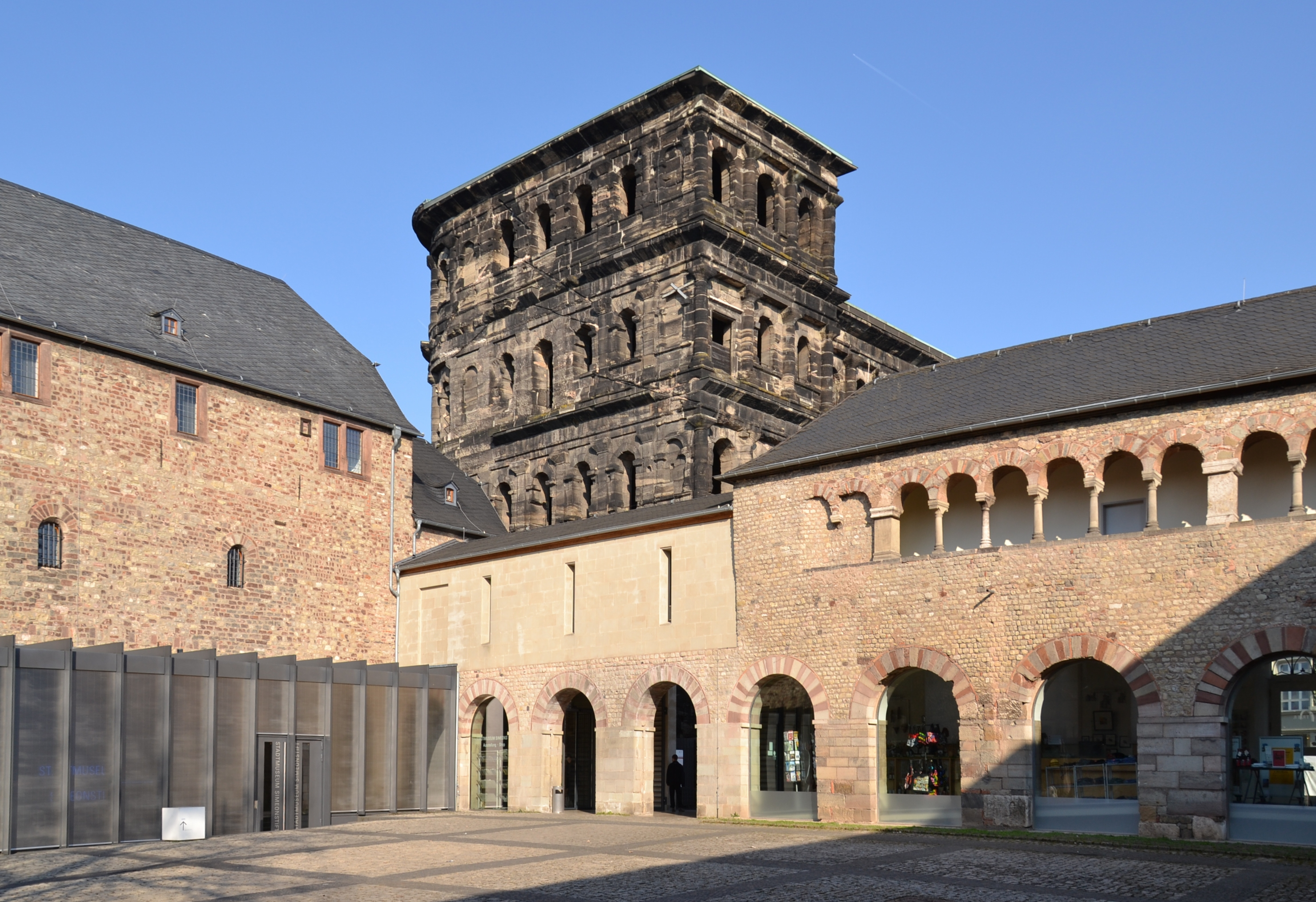
Vanaf het Simeonsstift
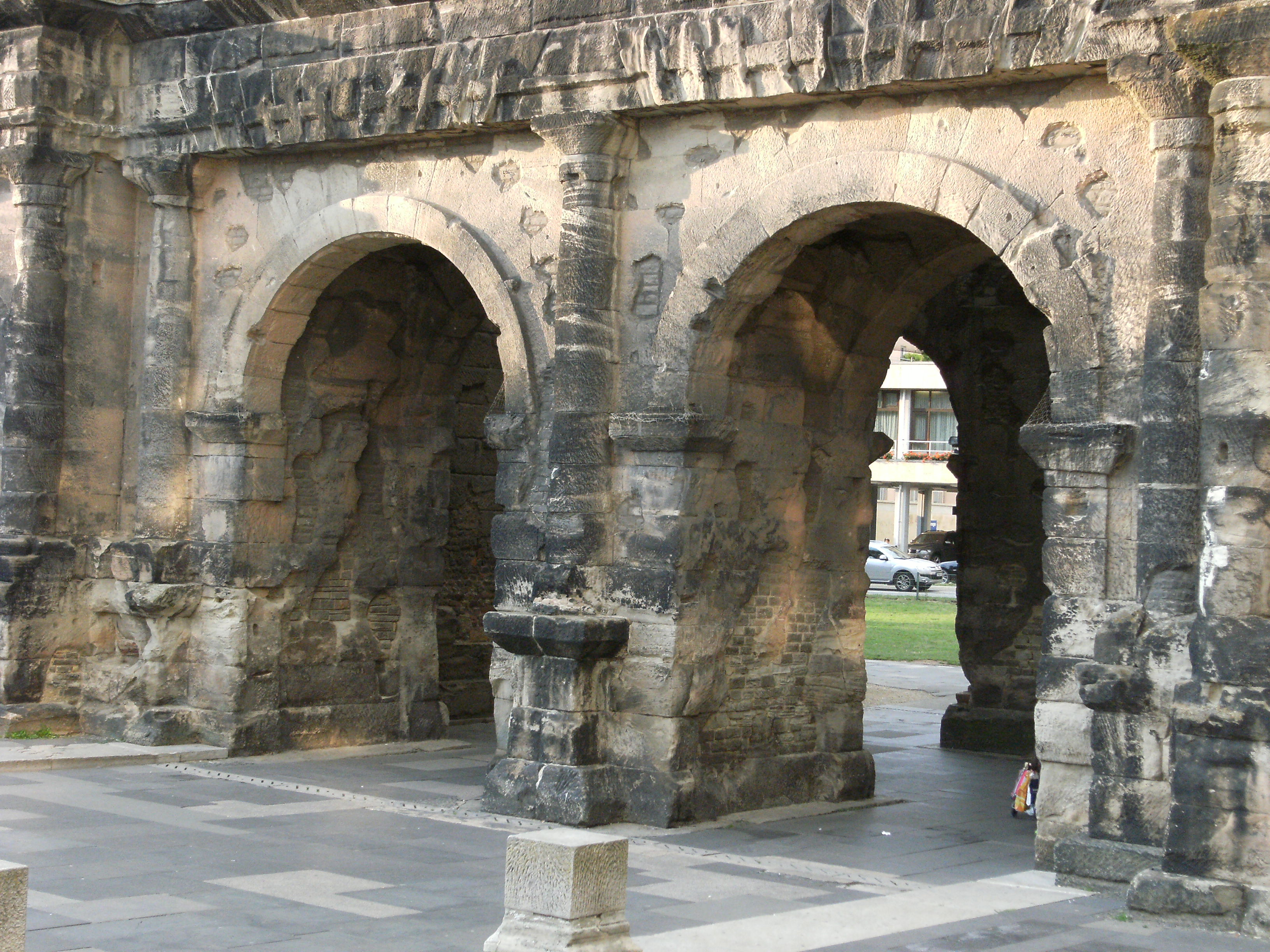
Detail stadszijde
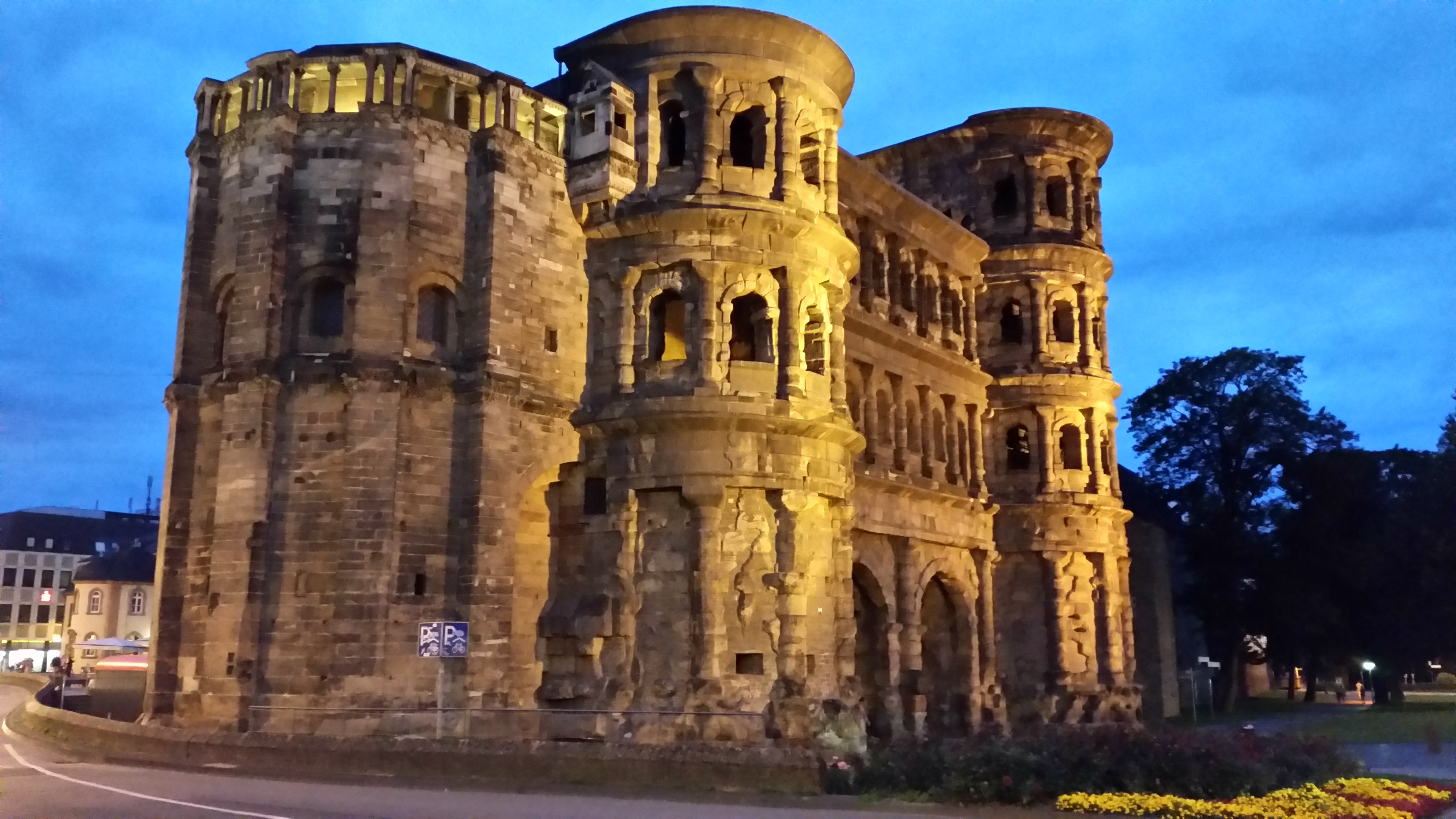
Veldzijde en apsis bij avond
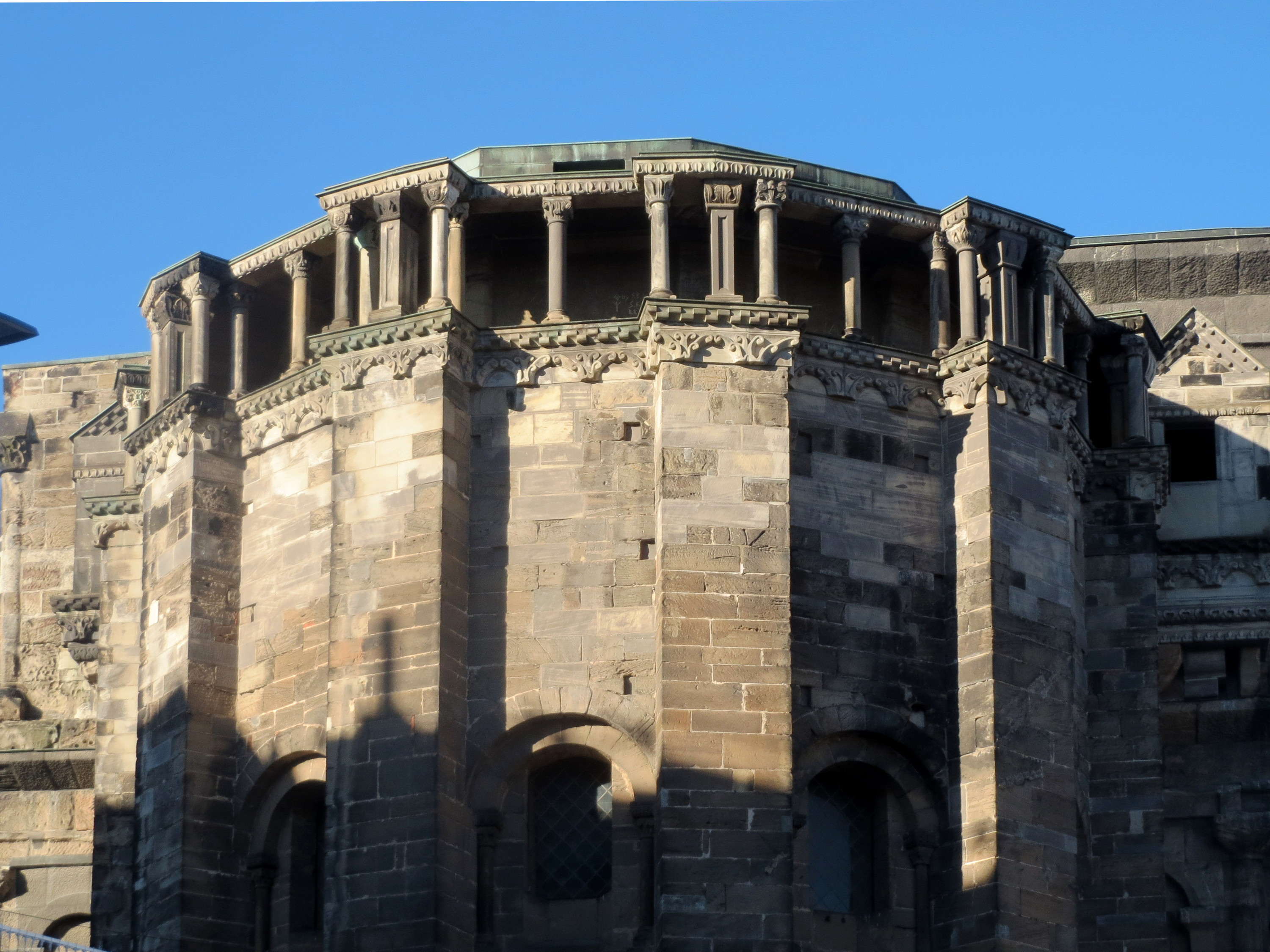
Detail van de apsis
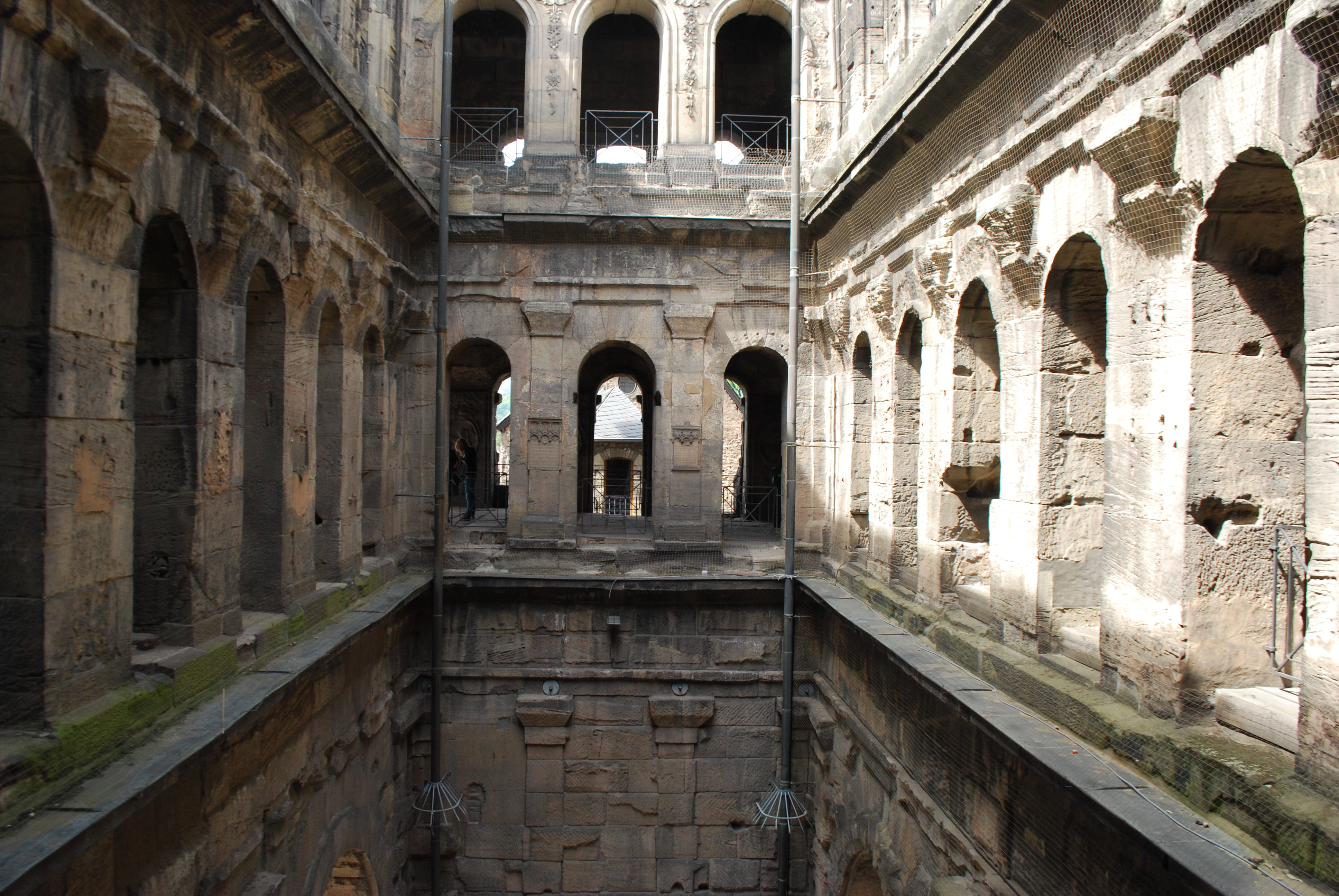
Binnenruimte poort
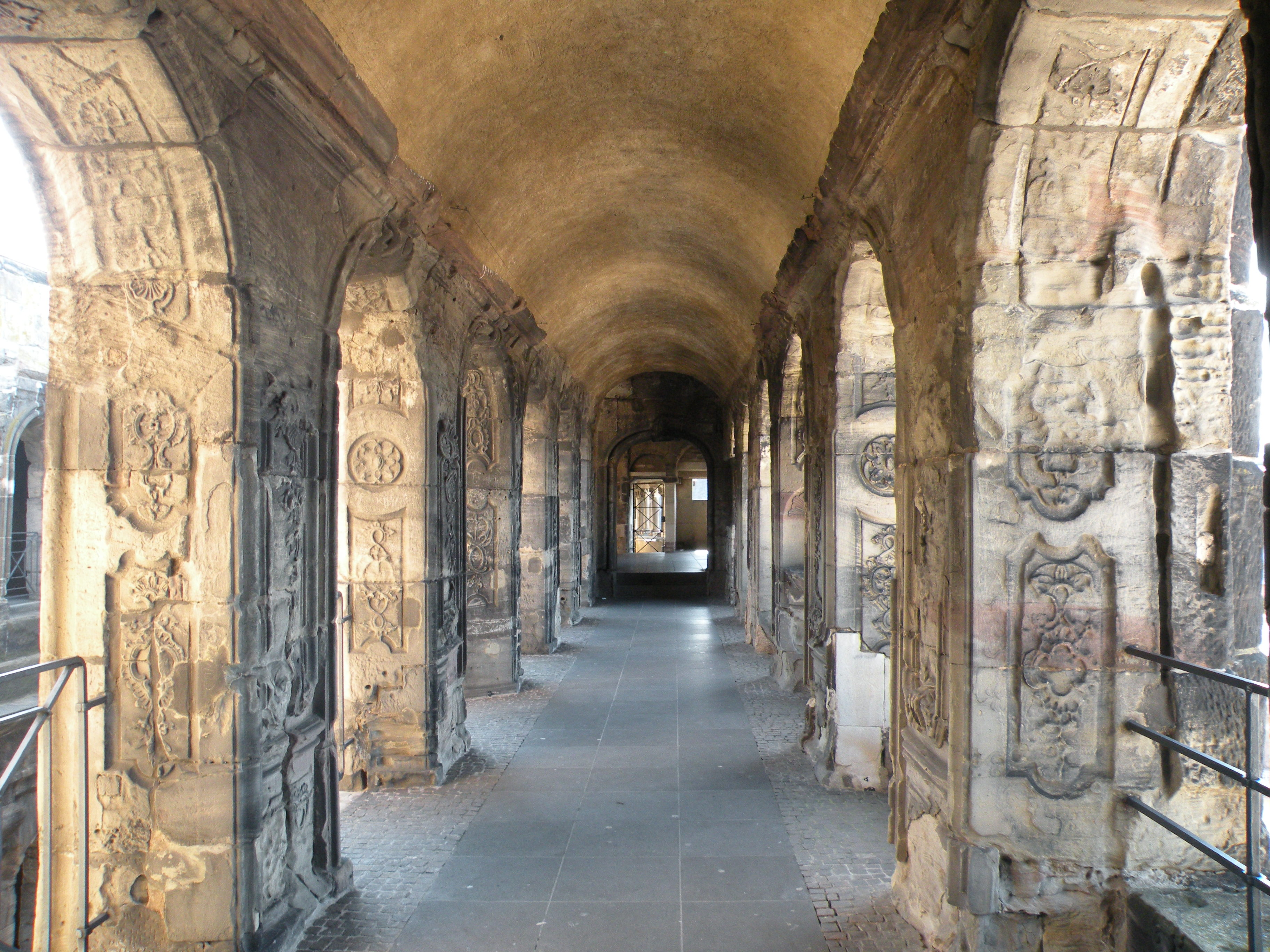
Restanten barokdecoraties
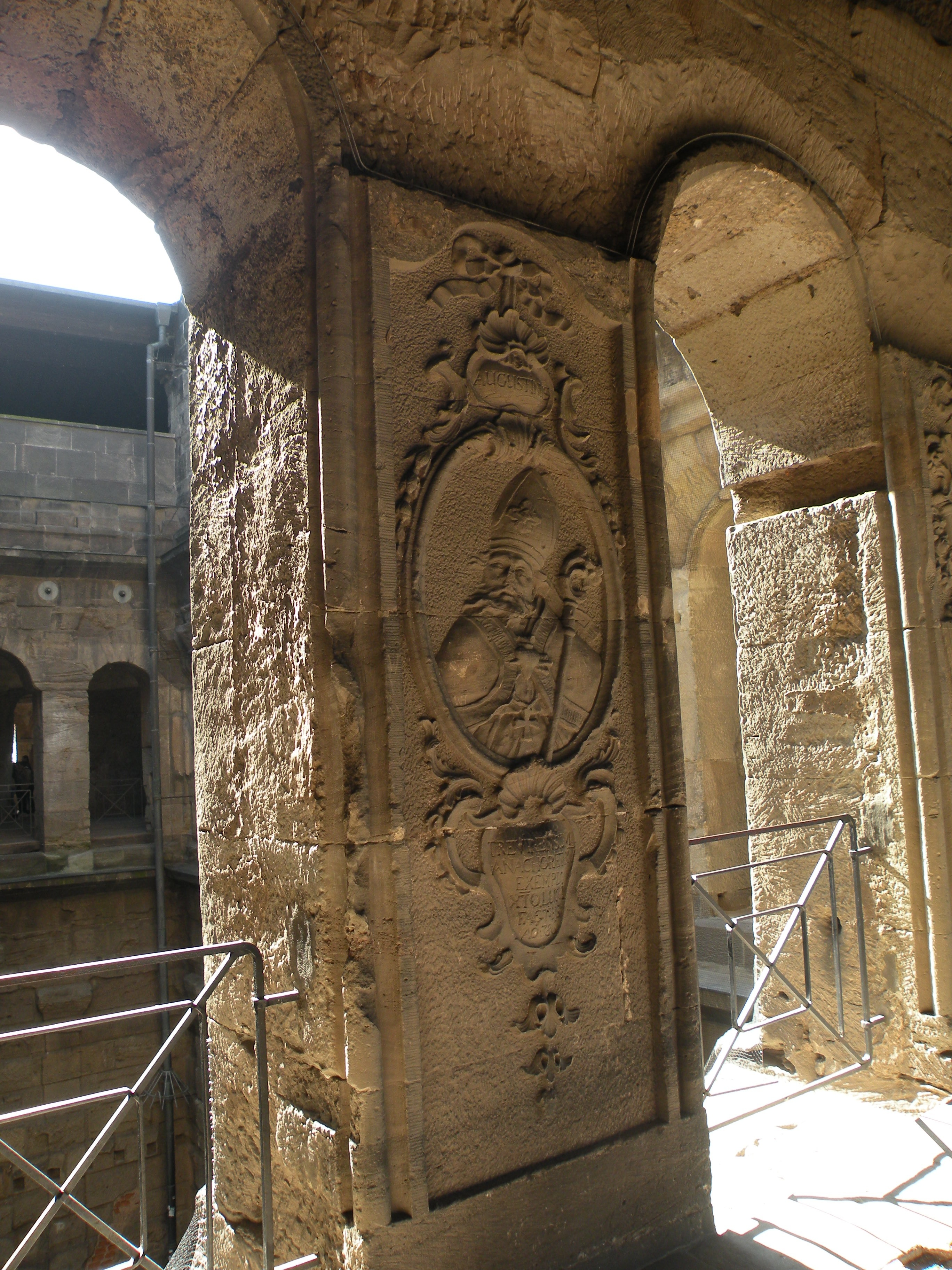
Detail barokreliëf
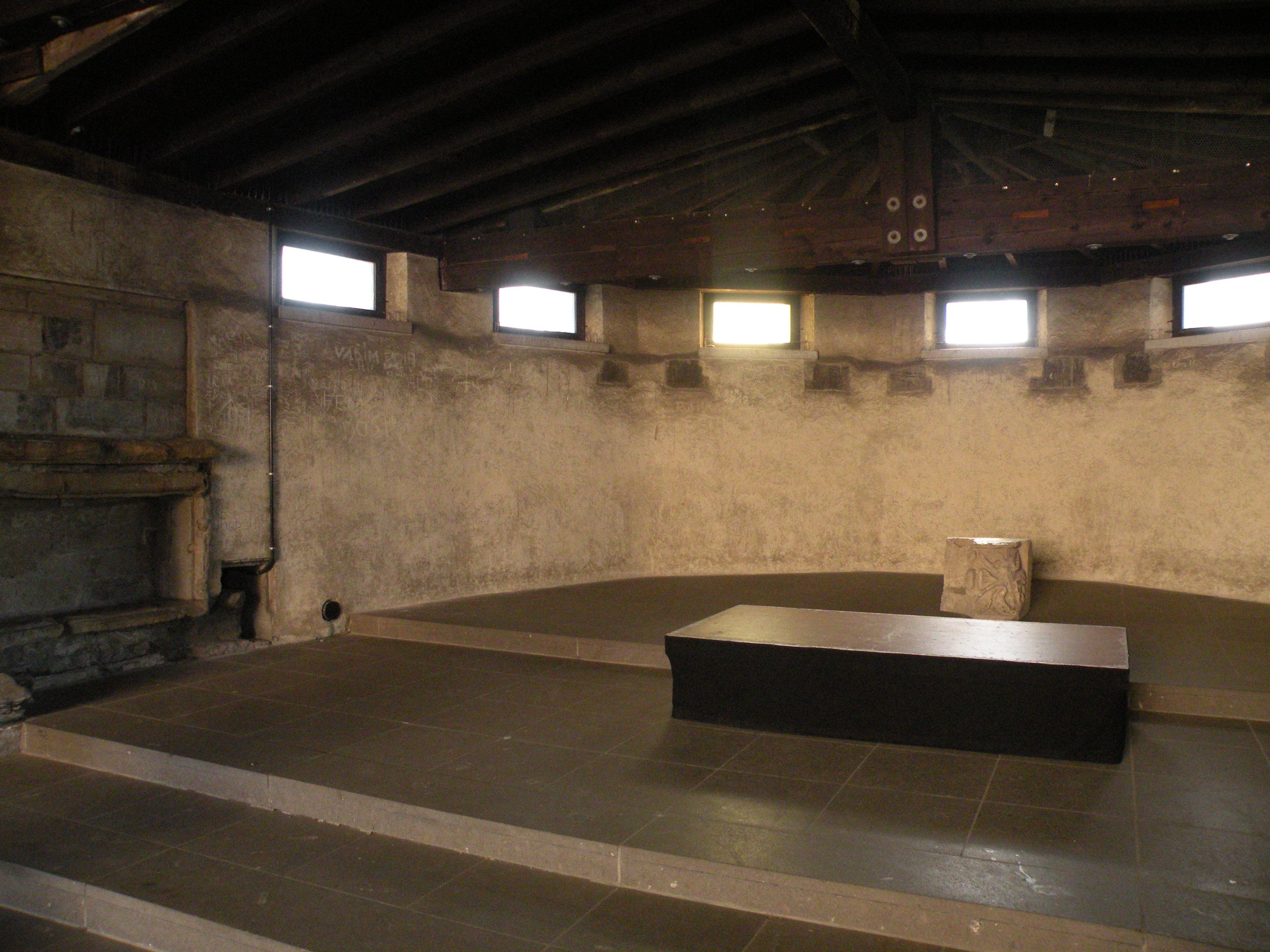
Lege apsis